# Yamaha YZ 250
 (octobre 2019).
Si vous disposez d'ouvrages ou d'articles de référence ou si vous connaissez des sites web de qualité traitant du thème abordé ici, merci de compléter l'article en donnant les références utiles à sa vérifiabilité et en les liant à la section « Notes et références ».
La Yamaha YZ250 est une moto spécialement conçue pour les courses hors route et de motocross, de la marque Yamaha.

## Description
La première 250 YZ est présentée en 1969. Elle est la première machine compétition-client de cross à être importée en France.
Elle bénéficie d'un restylage complet en 1996. Avant l'arrivée de la 250 WR, la 250 YZ a été modifiée pour la transformer en machine d'enduro.
Très à l'aise en franchissement, très fiable, peu coûteuse, d'une robustesse mise à toute épreuve, facile d'entretien, il faut néanmoins une bonne expérience en motocross pour pouvoir en tirer toute la quintessence.
En 2001, Yamaha sort la YZ250F (pour "four stroke", quatre temps), la première 250 de cross à moteur quatre temps. C'est la seule 250 cm³ qui peut être acceptée dans la classe 125 (MX2) car elle ne développe pas autant de puissance que les deux temps de même cylindrée.
Le moteur du modèle 2014 est incliné vers l’arrière comme sur la 450.
Sa puissance se rapproche de celle des 125 cm³ deux temps à quelques détails près. Le poids est toutefois différent. Les modèles 125 et 250 de 2006, pèsent respectivement 86 et 93,5 kg.